# District historique de Walton Ranger Station
Pour les articles homonymes, voir Walton.
Le district historique de Walton Ranger Station – ou Walton Ranger Station Historic District en anglais – est un district historique dans le comté de Flathead, dans le Montana, aux États-Unis. Protégé au sein du parc national de Glacier, ce district construit dans le style rustique du National Park Service à compter de 1932 est inscrit au Registre national des lieux historiques depuis le 16 décembre 1986.